# Ligne Aichi Loop
La ligne Aichi Loop (愛知環状鉄道線, Aichi Kanjō Tetsudō-sen) est une ligne ferroviaire exploitée par la compagnie Aichi Loop Railway, dans la préfecture d'Aichi au Japon. Elle relie la gare d'Okazaki à Okazaki à la gare de Kōzōji à Kasugai.

## Histoire
La ligne ouvre en 1970 entre Okazaki et Kitano-Masuzuka comme ligne fret Okata de la Japanese National Railways. La ligne est prolongée en 1976 à Shin-Toyota et ouverte au trafic voyageurs.
En 1988, la ligne est prolongée à Kōzōji et passe sous le contrôle de la compagnie Aichi Loop Railway, devenant la ligne Aichi Loop.

## Caractéristiques

### Ligne
- Longueur : 45,3 km
- Ecartement : 1 067 mm
- Nombre de voies :
  - Double voie entre Naka-Okazaki et Kita-Okazaki, Kitano-Masuzuka et Mikawa-Kamigō, Mikawa-Toyota et Shin-Toyota, et Setoshi et Kōzōji
  - Voie unique le reste de la ligne

### Services et interconnexion
La ligne est parcourue par des trains omnibus. A Kōzōji, certains trains continuent sur la ligne Chūō jusqu'à la gare de Nagoya.

### Liste des gares

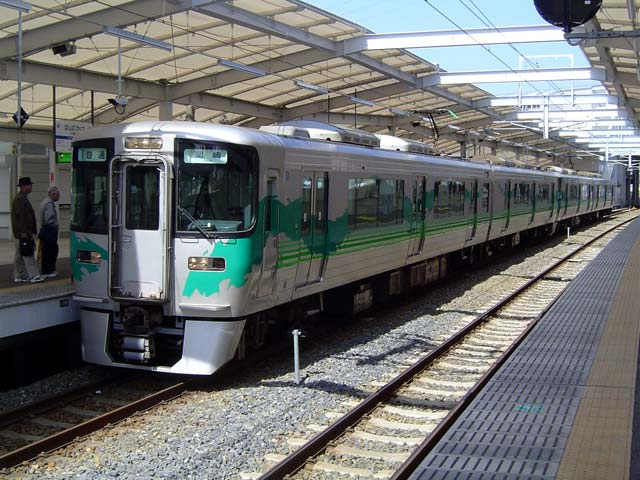
La ligne à Yakusa.

| Numéro | Gare            | Nom japonais | Distance (km) | Correspondances                       | Localisation |
| ------ | --------------- | ------------ | ------------- | ------------------------------------- | ------------ |
| 01     | Okazaki         | 岡崎         | 0             | JR Central : Tōkaidō                  | Okazaki      |
| 02     | Mutsuna         | 六名         | 1,7           |                                       | Okazaki      |
| 03     | Naka-Okazaki    | 中岡崎       | 3,4           | Meitetsu : Nagoya (à Okazakikōen-mae) | Okazaki      |
| 04     | Kita-Okazaki    | 北岡崎       | 5,3           |                                       | Okazaki      |
| 05     | Daimon          | 大門         | 6,5           |                                       | Okazaki      |
| 06     | Kitano-Masuzuka | 北野桝塚     | 8,7           |                                       | Okazaki      |
| 07     | Mikawa-Kamigō   | 三河上郷     | 10,7          |                                       | Toyota       |
| 08     | Ekaku           | 永覚         | 12,4          |                                       | Toyota       |
| 09     | Suenohara       | 末野原       | 14,0          |                                       | Toyota       |
| 10     | Mikawa-Toyota   | 三河豊田     | 15,9          |                                       | Toyota       |
| 11     | Shin-Uwagoromo  | 新上挙母     | 17,6          | Meitetsu : Mikawa (à Uwagoromo)       | Toyota       |
| 12     | Shin-Toyota     | 新豊田       | 19,5          | Meitetsu : Mikawa (à Toyotashi)       | Toyota       |
| 13     | Aikan-Umetsubo  | 愛環梅坪     | 21,5          |                                       | Toyota       |
| 14     | Shigō           | 四郷         | 23,5          |                                       | Toyota       |
| 15     | Kaizu           | 貝津         | 25,5          |                                       | Toyota       |
| 16     | Homi            | 保見         | 26,8          |                                       | Toyota       |
| 17     | Sasabara        | 篠原         | 29,2          |                                       | Toyota       |
| 18     | Yakusa          | 八草         | 32,0          | Linimo                                | Toyota       |
| 19     | Yamaguchi (ja)  | 山口         | 34,6          |                                       | Seto         |
| 20     | Setoguchi       | 瀬戸口       | 36,7          |                                       | Seto         |
| 21     | Setoshi         | 瀬戸市       | 39,1          | Meitetsu : Seto (à Shin-Seto)         | Seto         |
| 22     | Nakamizuno      | 中水野       | 41,9          |                                       | Seto         |
| 23     | Kōzōji          | 高蔵寺       | 45,3          | JR Central : Chūō (interconnexion)    | Kasugai      |